# António José de Ávila
António José de Ávila, Duque de Ávila y Bolama (Horta, Isla de Faial, Azores, 8 de marzo de 1807 - Lisboa, 3 de mayo de 1881) fue un político conservador durante el periodo de la Monarquía Constitucional portuguesa. Fue ministro de Finanzas y tres veces primer ministro de Portugal (1868, 1870-1871 y 1877-1878).

## Biografía

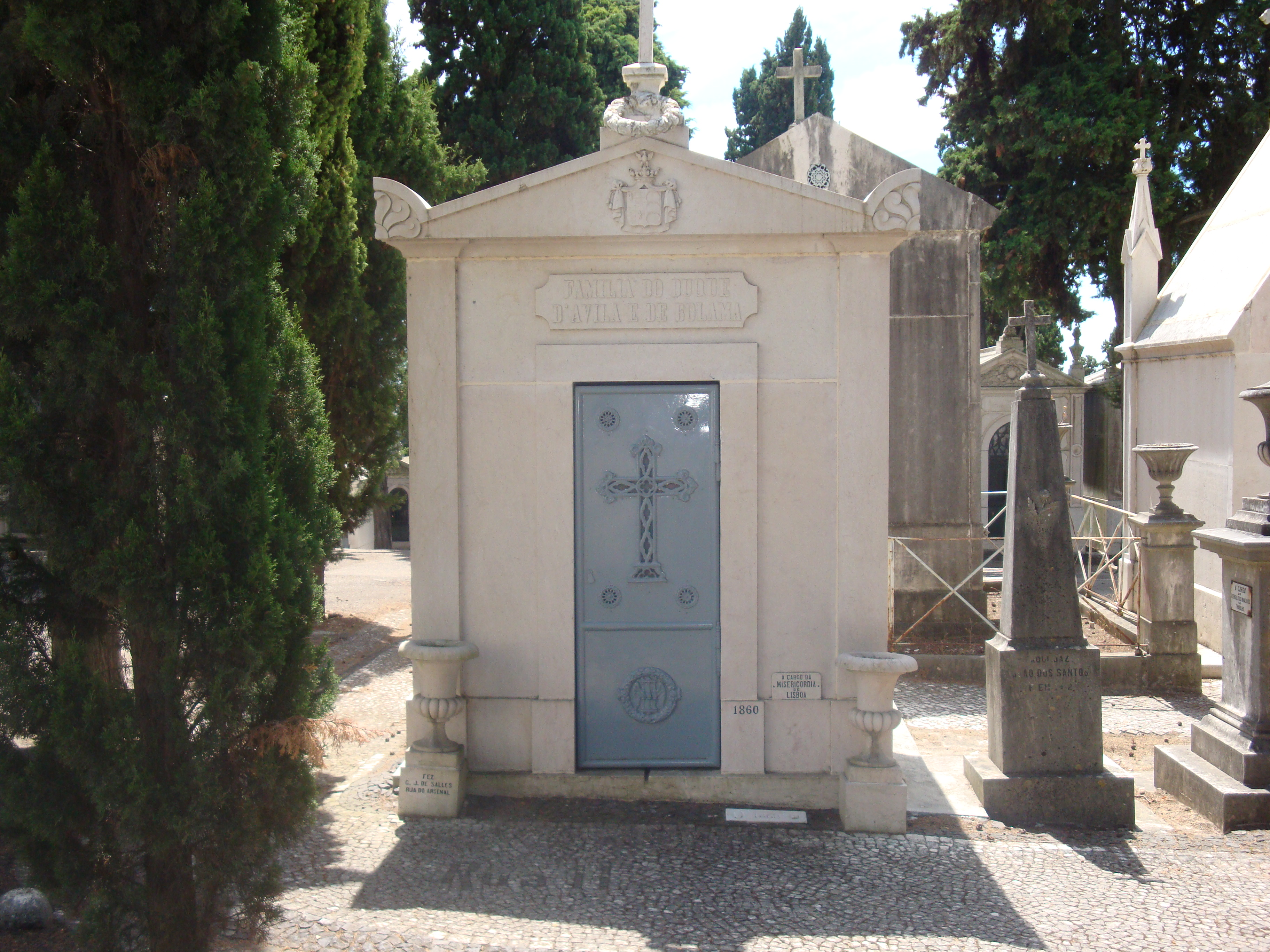
Sepultura familiar del Duque D'Ávila y Bolama.

António José de Ávila nació en un hogar modesto de la Calle de Santo Elias, situada en la Matriz de la entonces villa de la Horta en la Isla de Faial del archipiélago de las Azores. Su padre fue Manuel José de Ávila, zapatero, y su madre Prudenciana Joaquina Cândida, ambos de la Horta.
Durante la infancia de António José, las condiciones económicas de la familia mejoraron sustancialmente. Tanto así es que, cuando António José termina los pocos estudios entonces disponibles en el Faial, el padre ya disponía de medios suficientes para permitirle estudiar fuera de la isla, lo que entonces era privilegio de pocos.
Así, con solo 15 años, Ávila se matriculó en la Universidad de Coímbra, donde estudió Filosofía natural y los preparatorios de Matemáticas. Cursó también en al primer año de Medicina. De su época de estudiante no se le conoce ninguna militancia política.
Con el inicio de la Guerra Civil de 1832-34, regresó a las Azores, donde se hallaba el gobierno liberal en el exilio, significándose como un político local de gran éxito. Al finalizar la guerra (1834), fue elegido por primera vez para las Cortes por el círculo de Azores; durante 26 años consecutivos fue diputado de la Nación al Parlamento.
En términos ideológicos, Ávila se aproximó a la facción más conservadora dentro del liberalismo portugués, el cartismo, que estaba en oposición al gobierno progresista que tomó el poder en septiembre de 1836, en la secuencia de la Revolución de Septiembre.
Cuando terminó el ciclo de los gobiernos septembristas (con la subida al poder, por primera vez, del cartista Joaquim António de Aguiar, en 1841), Ávila fue nombrado ministro de Finanzas, cargo que mantuvo durante los gobiernos de Costa Cabral y del Duque de la Tercera. Solo con la subida al poder del Duque de Saldanha abandonó el gobierno. En 1857, en el primer gobierno del Duque de Loulé, volvió a asumir el Ministerio de Economía.
Cuando, el 4 de enero de 1868, se desataron protestas contra el gobierno de coalición que presidía Joaquim António de Aguiar, Ávila fue llamado a ejercer las funciones de primer ministro.
Como primer ministro, Ávila revocó el impuesto que había causado la impopularidad y caída del gobierno anterior, pero ello agravó las dificultades financieras del Estado, que acabaría por caer el 22 de julio del mismo año.
Volvería aún a ser ministro de Finanzas, y de nuevo primer ministro entre el 29 de octubre de 1870 y el 13 de septiembre de 1871, siendo sucedido por António Maria de Fontes Pereira de Melo. Fue designado entonces para presidir la Cámara de los Pares del Reino, en sustitución del Duque de Loulé.
En 1877, debido al descontento popular, cayó el gobierno Fontes, y Ávila fue de nuevo llamado a formar gobierno, el cual duró diez meses, hasta que Fuentes volvió al Poder.
Al año siguiente, recibió el título de Duque de Ávila y Bolama en recompensa por los servicios prestados al país y como gratificación por las negociaciones por hechas por él con miras a la posesión por Portugal de la isla de Bolama, en Guinea.
| Predecesor: Joaquim António de Aguiar             | Primer Ministro de Portugal enero-julio 1868 | Sucesor: Bernardo de Sá Nogueira de Figueiredo |
| Predecesor: Bernardo de Sá Nogueira de Figueiredo | Primer Ministro de Portugal 1870-1871        | Sucesor: Fontes Pereira de Melo                |
| Predecesor: Fontes Pereira de Melo                | Primer Ministro de Portugal 1877-1878        | Sucesor: Fontes Pereira de Melo                |